# Кулон (Кальвадос)
Куло́н (фр. Coulombs) — коммуна во Франции, находится в регионе Нижняя Нормандия. Департамент коммуны — Кальвадос. Входит в состав кантона Крёлли. Округ коммуны — Кан.
Код INSEE коммуны — 14186.

## Население
Население коммуны на 2010 год составляло 366 человек.
| 1962 | 1968 | 1975 | 1982 | 1990 | 1999 | 2010 |
| ---- | ---- | ---- | ---- | ---- | ---- | ---- |
| 189  | 176  | 171  | 176  | 185  | 246  | 366  |

## Экономика
В 2010 году среди 247 человек трудоспособного возраста (15—64 лет) 199 были экономически активными, 48 — неактивными (показатель активности — 80,6 %, в 1999 году было 75,5 %). Из 199 активных жителей работали 182 человека (108 мужчин и 74 женщины), безработных было 17 (10 мужчин и 7 женщин). Среди 48 неактивных 19 человек были учениками или студентами, 21 — пенсионерами, 8 были неактивными по другим причинам.